# Sidney Altman
Sidney Altman (Montréal, 1939. május 7. – 2022. április 5.) kanadai-amerikai molekuláris biológus. 1989-ben Thomas R. Cech-kel megosztva megkapta a kémiai Nobel-díjat a ribonukleinsavak katalitikus tulajdonságainak felfedezéséért.

## Tanulmányai
Sidney Altman 1939. május 7-én született Montréalban, szegény bevándorló zsidó családban. Apja, Victor Altman Ukrajnából származott, az 1920-as években költözött Kanadába és egy vegyesboltban dolgozott. A lengyelországi Białystokban született anyja, Ray Arlin a házasság előtt textilgyári munkás volt. Sidney volt a második gyermekük. Gyerekként sokat olvasott, nagy hatást gyakorolt rá az atombomba feltalálása és egy hétévesen olvasott kémiakönyv. Einsteint tekintette példaképének.
Miután szülővárosában elvégezte a West Hill középiskolát, egy barátja javaslatára az USA-beli Massachusetts Institute of Technology (MIT) fizikaszakára jelentkezett (eredetileg a montreali McGill Egyetem volt a jelöltje). Sidneyt felvették, ám a barátját nem. Utolsó félévében felvett egy molekuláris biológiai kurzust is, ez a tudományág akkor nagyon gyorsan fejlődött és sokan lelkesedtek érte. 1960-ban megszerezte BSc diplomáját és a Columbia Egyetemen tanult tovább fizikát. Mivel azonban nem talált megfelelő laboratóriumi kutatási programot, másfél év után otthagyta az egyetemet. Néhány hónapig Coloradóban dolgozott, majd George Gamow javaslatára a Coloradói Egyetem biofizikai programjára jelentkezett, ahol Leonard Lerman laboratóriumában az akridinek hatását tanulmányozta a T4 bakteriofág DNS-ére. 1967-ben megszerezte doktori fokozatát és a Vanderbilt Egyetemen kezdett el dolgozni.

## Munkássága

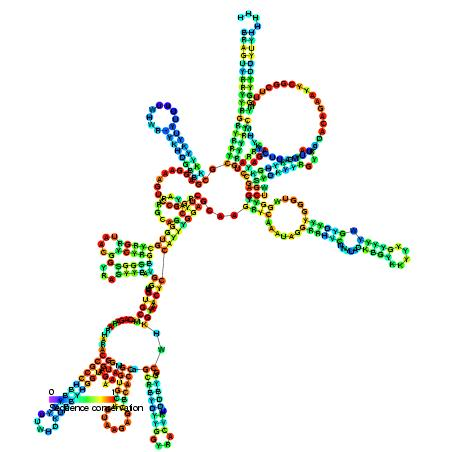
Az RNáz P ribozim másodlagos szerkezete

Még 1967-ben elnyert egy molekuláris biológiai kutatási ösztöndíjat a Harvard Egyetemre. A következő két évben a neves kutatóval, Matthew Meselsonnal dolgozott együtt (aki részt vett az mRNS felfedezésében) és folytatta a T4 fág genetikai vizsgálatát. 1969-ben, szintén egy ösztöndíj segítségével a Cambridge-i Egyetemen kutathatott a DNS szerkezetének felfedezőjével, Francis Crickkel és Sydney Brennerrel közösen. Itt gélelektroforézis segítségével sikerült izolálnia a transzfer RNS prekurzorát.
1971-ben visszatért az Egyesült Államokba és a Yale Egyetemen folytathatta pályafutását. 1975-ben docenssé nevezték ki. Három évvel később tudományos körökben nagy figyelmet felkeltő cikket közölt az egyik diákja által végzett kísérletről. Ebben bebizonyította, hogy az RNS lebontását végző ribonukleáz P (RNáz P) enzim részben maga is RNS-ből áll. Az akkori általános meggyőződés szerint valamennyi enzim fehérje volt. 1980-ban Altman a Yale professzora lett. 1981-ben a tőle függetlenül dolgozó coloradói Thomas R. Cech arról adott hírt, hogy a Tetrahymena egysejtű transzfer RNS-ének prekurzora fehérje segítsége nélkül átalakította magát érett tRNS-sé. Cech eredménye megerősítette Altman hipotézisét a katalitikus aktivitással rendelkező RNS-ről. Altman és kollégája, Cecilia Guerrier-Takada bebizonyította, hogy az RNáz P RNS-alegysége önállóan, a fehérjekomponens nélkül is képes a reakció elvégzésre, tud RNSt bontani.
1984-ben Altmant a biológia tanszék vezetőjévé nevezték ki és ugyanebben az évben megkapta az amerikai állampolgárságot (emellett megtartotta a kanadait is). Egy évvel később a Yale College dékánja lett; ezt a feladatot négy évig látta el.

## Díjai
1989-ben Sidney Altman és Thomas R. Cech a katalitikus RNS-ek, a ribozimek felfedezéséért kémiai Nobel-díjban részesült. A felfedezés azon kívül, hogy új távlatokat nyitott a sejten belüli folyamatok kutatásában, alapvetően megváltoztatta az élet kialakulásáról való nézeteket, mert lehetővé vált a csak nukleinsavakból álló primitív életformák (az ún. RNS-világ) létének feltételezése. Volt aki az 1900 óta eltelt idő két legfontosabb biológiai felfedezése közé sorolta a ribozimeket (a másik a DNS szerkezetének felderítése). Altman ezenkívül megkapta az orvostudományi alapkutatásért járó Rosenstiel-díjat és a National Institutes of Health Kiválóság-díját.

## Családja
Sidney Altman 1972-ben házasodott össze Ann Kornerrel. Két gyermekük született, Daniel (sz. 1974) és Leah (sz. 1977). 